# Nuapatna
Nuapatna é uma vila no distrito de Cuttack, no estado indiano de Orissa.

## Demografia
Segundo o censo de 2001, Nuapatna tinha uma população de 7846 habitantes. Os indivíduos do sexo masculino constituem 52% da população e os do sexo feminino 48%. Nuapatna tem uma taxa de literacia de 65%, superior à média nacional de 59.5%: a literacia no sexo masculino é de 75% e no sexo feminino é de 55%. Em Nuapatna, 14% da população está abaixo dos 6 anos de idade.
1. ↑  «Census of India 2001: Data from the 2001 Census, including cities, villages and towns  (Provisional)». Census Commission of India. Consultado em 1 de novembro de 2008. Cópia arquivada em 16 de junho de 2004